# Десантные вертолётоносцы типа «Иводзима»
Тип «Иводзима» (англ. Iwo Jima class) — серия десантных вертолётоносцев США. Первые специализированные корабли этого класса, тип «Иводзима» были созданы на основе опыта эксплуатации переоборудованных в десантные вертолётоносцы авианосцев периода Второй мировой войны. Всего в 1959—1970 годах были построены семь кораблей этого типа. Они оставались на вооружении ВМС США в течение более чем трёх десятилетий, используясь ими в ряде конфликтов, включая Вьетнамскую войну и войну в Персидском заливе. Сняты с вооружения вертолётоносцы типа «Иводзима» были в 1992—2002 годах, будучи заменены новыми универсальными десантными кораблями типа «Уосп».

## Представители
| Название                 | Номер  | Верфь         | Заложен    | Спущен     | В строю    | Списан     | Дальнейшая судьба                                                                                          |
| ------------------------ | ------ | ------------- | ---------- | ---------- | ---------- | ---------- | --- |
| Иводзима Iwo Jima        | LPH-2  | Пьюджет-Саунд | 02.04.1959 | 17.09.1960 | 26.08.1961 | 24.09.1993 | Пущен на слом в 1995                                                                                       |
| Окинава Okinawa          | LPH-3  | Филадельфия   | 01.04.1960 | 19.08.1960 | 14.04.1962 | 17.12.1992 | Потоплен как мишень в 2002                                                                                 |
| Гуадалканал Guadalcanal  | LPH-7  | Филадельфия   | 01.09.1961 | 16.03.1963 | 20.07.1963 | 31.08.1994 | Потоплен как мишень в 2005                                                                                 |
| Гуам Guam                | LPH-9  | Филадельфия   | 15.11.1962 | 22.08.1964 | 16.01.1965 | 25.08.1998 | Потоплен как мишень в 2001                                                                                 |
| Триполи Tripoli          | LPH-10 | Ингаллс       | 15.06.1964 | 31.07.1965 | 06.08.1966 | 15.09.1995 | Опытное судно, переоборудован в платформу для запуска ракетных испытаний. Утилизирован в Браунсвилле, 2018 |
| Новый Орлеан New Orleans | LPH-11 | Филадельфия   | 01.03.1966 | 03.02.1968 | 16.11.1968 | 23.10.1998 | Потоплен как мишень в 2010                                                                                 |
| Инчхон Inchon            | LPH-12 | Ингаллс       | 18.04.1968 | 24.05.1969 | 20.06.1970 | 20.06.2002 | Потоплен как мишень в 2004                                                                                 |